# Last Year: The Nightmare
Last Year: The Nightmare é um jogo de terror de sobrevivência assimétrico multijogador desenvolvido pelo estúdio canadense Elastic Games. O jogo foi lançado exclusivamente para Microsoft Windows em 18 de dezembro de 2018.

## Jogabilidade
Last Year: The Nightmare é um jogo de terror assimétrico que coloca cinco sobreviventes contra um assassino situado no ano de 1996. Os sobreviventes percorrem o mapa completando uma variedade de objetivos para escapar, enquanto um assassino tenta impedi-los de fazê-los. O assassino é capaz de desaparecer e reaparecer fora da linha de visão dos sobreviventes por meio de uma habilidade chamada "modo predador". Este modo também permite que o assassino coloque armadilhas para capturar sobreviventes isolados.

## Desenvolvimento
Um trailer do jogo foi lançado em setembro de 2018.

### Lançamento
Last Year: The Nightmare ficou em beta fechado de 2 a 5 de novembro de 2018. O jogo foi distribuído "primeiro no Discord" por um período de 90 dias. Após esse tempo, ele também foi distribuído por outros fornecedores de jogos para Windows.

## Recepção
Em sua análise para o Destructoid, Jordan Devore elogiou a direção de arte do jogo dizendo que ela fazia as partidas "espontâneas e variadas".